# تدريب على الرائحة
التدريب على الرائحة أو التدريب الشمي هو سلوك الاستنشاق المنتظم أو التعرض للروائح القوية بهدف استعادة حاسة الشم. غالبًا ما تُستخدم الروائح التابعة لفئات الروائح الرئيسية، مثل العطرية، والزهرية، والفاكهية والراتنجية. باستخدام هذه الروائح القوية، يُطلب من المريض استنشاق كل منها لمدة 20 ثانية كحد أدنى، مرتين يوميًا على الأقل، لمدة متراوحة بين ثلاثة أشهر وستة أشهر أو أكثر. يُعتبر هذا التدريب نوع من علاجات إعادة التأهيل بهدف مساعدة الأفراد المصابين بفقد الشم أو خلل الوظيفة الشمية اللاحق للإصابة الفيروسية، الذي يمثل أحد أعراض كوفيد-19. يمثل التدريب على الرائحة إحدى العلاجات التجريبية الواعدة وفقًا للتحليل التلوي في عام 2017.

## الفعالية
يشكل التدريب على الرائحة، إلى جانب الزرعات الشمية، أحد الخيارات العلاجية الواعدة رغم كونها تجريبية. 
أشارت دراسات فردية عديدة إلى قدرة التدريب الشمي على رفع الحساسية الشمية. في عام 2021، اختبر عاين تلوي منشور الدراسات البحثية المتعلقة بالتدريب الشمي من أجل علاج فقد الشم الناجم عن الإصابة الفيروسية. وجد التحليل التلوي تحسينات ملحوظة سريريًا ودعم استخدامه كخيار علاجي. حتى مارس 2021، لم تجر أي دراسات متعلقة بفعالية التدريب الشمي لدى الأطفال.
في عام 2017، أوصت جمعيات طب الأنف الأوروبية والدولية باستخدام التدريب على الرائحة في علاج فقد الشم الناجم عن مختلف الحالات. في عام 2020، نشرت الجمعية البريطانية لأطباء الأنف إرشاداتها المجمع عليها لعلاج حالات فقد الشم الناجمة عن كوفيد-19. على الرغم من عدم توفر دراسات معينة في ذلك الوقت، قدمت لجنة الخبراء توصياتها فيما يتعلق بخيارات العلاج وخلصت إلى «التوصية باستخدام التدريب الشمي لدى جميع مرضى [كوفيد-19] الذين يعانون من فقد مستمر في حاسة الشم لمدة تزيد عن أسبوعين». 
أشار عدد من النقاد، أمثال ريتشارد دوتي، إلى صغر حجم عينات الأفراد المأخوذة في الدراسات إلى جانب إمكانية حدوث التحسينات الملحوظة نتيجة التجدد العصبي الذي يحدث دون الحاجة لأي تدخل ما يُعد سببًا للتشكيك في مثل هذه الدراسات.

## لمحة تاريخية
كتب عالم النفس الألماني في جامعة دريسدن التقنية، توماس هوميل، عن هذه الفكرة للمرة الأولى في ورقة بحثية في عام 2009 بعنوان «تأثيرات التدريب الشمي على المرضى المصابين بفقد الشم». في دراسته الأصلية، أوصى هوميل المرضى المصابين بخلل وظيفي شمي باتباع روتين معين مرتين يوميًا لفترة اثني عشر أسبوع. شمل الروتين استنشاق رائحة الورد، والليمون، والقرنفل والأوسيلابتوس (كحول الفينيثيل إيثيل، والسيترونيلال، والأوجينول والأوسيلابتول، على الترتيب)، مع استنشاق هذه الزيوت الأساسية لمدة عشر ثواني لكل منها. يتوافق كل من هذه الروائح الشديدة مع فئة مختلفة من فئات الروائح في موشور هينينغ للروائح.
تستند ورقة هاميل البحثية إلى دراسة مركز مونيل للحواس الكيميائية في فيلادلفيا في عام 1989. وجدت الدراسة اكتساب بعض الأفراد المشاركين في التجربة القدرة على شم الأندوستينون، الذي يمثل مادة كيميائية غير قابلة للكشف لدى نصف البشر، بعد تعريضهم المتكرر له. 